# Winduhaji (Sedong)
Winduhaji is een bestuurslaag in het regentschap Cirebon van de provincie West-Java, Indonesië. Winduhaji telt 3075 inwoners (volkstelling 2010).